# Линхард, Билл
Билл Линхард (англ. William Barner «Bill» Lienhard, 14 января 1930, Слейтон, Техас — 8 февраля 2022, Лоренс, Канзас) — американский баскетболист, участник летних Олимпийских игр 1952 года в Хельсинки, олимпийский чемпион.

## Биография
Билл Линхард играл в команде «Канзас Джейхокс», которая выиграла чемпионат Национальной ассоциации студенческого спорта в 1952 году. После окончания колледжа очень мало играл в баскетбол. Вернувшись с Олимпийских игр вступил в ряды ВВС США и играл в баскетбол в течение двух лет службы. Затем он ушёл из баскетбола и стал успешным банкиром в Канзасе.
Скончался 8 февраля 2022 года.